# معاملة المثليين في ليبيا
يواجه الأشخاص من المثليين والمثليات ومزدوجي التوجه الجنسي والمتحولين جنسياً (اختصاراً: LGBT) في ليبيا تحديات قانونية واجتماعية لا يواجهها غيرهم من المغايرين جنسيا. يعتبر النشاط الجنسي بين الرجال وبين النساء غير قانوني في ليبيا. يواجه الأشخاص من مجتمع المثليين وصمة عار بين السكان. كما أن المنازل التي يعيش فيها الشركاء المثليون غير مؤهلة للحصول على نفس الحماية القانونية المتاحة للأزواج المغايرين، مع وجود عدة تقارير تتحدث عن مستوى عالي من التمييز والانتهاكات ضد مجتمع المثليين. منذ سقوط نظام القذافي في عام 2011، لم يتغير الوضع فيما يتعلق بالمثلية الجنسية في ليبيا.

## قانونية النشاط الجنسي المثلي

### القوانين الجنائية
يحظر القانون الجنائي في البلاد كل نشاط جنسي خارج إطار الزواج الشرعي. تحت المادة 410 من قانون العقوبات الليبي، تعتبر الأفعال الجنسية المثلية الخاصة بين البالغين المتوافقين عليها غير قانونية.
في التسعينات، بدأ الزعيم الليبي الراحل معمر القذافي سن قوانين «تطهيرية» مصممة لفرض وجهة نظر قاسية للشريعة الإسلامية على السكان. منحت المحاكم الليبية السلطة لاستخدام البتر والجلد وغيرها من العقوبات القاسية ضد الأشخاص الذين يتبين انتهاكهم الأخلاق الإسلامية التقليدية.
في عام 2010، أفادت مدونة «ميدل إيست غاي»، أن اثنين من الرجال الكبار وجهت لهم تهمة «أعمال غير لائقة»، والذي يعني السلوك المثلي وشهوة الملابس المغايرة.
تعتبر المثلية الجنسية للإناث أيضا غير قانونية، أو أي نوع من الاعتراف العام للشخص بأنه مثلي. في 2010 أثيرت قضية لجوء فتاة ليبية لفرنسا بعد أن سجنت واغتصبت وثم عادت إلى أسرتها للزواج بالإكراه بعد أن قالت أنها قدمت بيانا علنيا على الإنترنت قالت فيه أنها مثلية الجنس.
لا يزال القانون الجنائي قيد التنفيذ من الناحية الفنية، على الرغم من أن معظم ليبيا تديرها ميليشيات متنافسة قد تختار إعدام الأشخاص من المثليين. قام تنظيم داعش في ليبيا بإعدام الرجال علانية بسبب المثلية الجنسية.

### حكومة القذافي
لم تسمح حكومة القذافي بالدعوة العامة لحقوق المثليين. عندما نوقش ذلك، كان دائمًا بطريقة سلبية، تمشيا مع الأخلاق الإسلامية التقليدية.
في عام 2003، صرح القذافي بأنه يعتقد أنه «من المستحيل» الإصابة بفيروس العوز المناعي البشري/الإيدز من خلال ممارسة الجنس المهبلي غير المحمي.

### الحكومة الانتقالية
تواصل الحكومة الانتقالية للقذافي معارضة حقوق المثليين. في فبراير 2012، أثار مندوب ليبي غضبًا بعد أن أخبر لجنة لحقوق الإنسان تابعة للأمم المتحدة بأن المثليين يهددون مستقبل الجنس البشري.

### الميليشيات
تتمتع الحكومة الانتقالية بسلطة محدودة وكثير من ليبيا تديرها ميليشيات متنافسة، مثل داعش. قامت أجزاء من ليبيا الخاضعة لسيطرة داعش بإعدام الرجال علنًا بسبب المثلية الجنسية.

### الدستور المؤقت
ينص الدستور الانتقالي على أن الإسلام هو الدين الرسمي ومصدر القانون.
كما يتعهد الدستور الانتقالي باحترام حق الشعب في الحياة الخاصة.

## ملخص
| قانونية النشاط الجنسي المثلي                                                                  | (العقوبة: تصل للسجن لمدة 4 سنوات وحتى الموت) |
| المساواة في السن القانوني للنشاط الجنسي                                                       | No                                           |
| قوانين مكافحة التمييز في التوظيف                                                              | No                                           |
| قوانين مكافحة التمييز في توفير السلع والخدمات                                                 | No                                           |
| قوانين مكافحة التمييز في جميع المجالات الأخرى (تتضمن التمييز غير المباشر، خطاب الكراهية)      | No                                           |
| قوانين مكافحة أشكال التمييز المعنية بالهوية الجندرية                                          | No                                           |
| زواج المثليين                                                                                 | (حظر دستوري)                                 |
| الاعتراف القانوني بالعلاقات المثلية                                                           | No                                           |
| تبني أحد الشريكين للطفل البيولوجي للشريك الآخر                                                | No                                           |
| التبني المشترك للأزواج المثليين                                                               | No                                           |
| يسمح للمثليين والمثليات ومزدوجي التوجه الجنسي والمتحولين جنسيا بالخدمة علناً في القوات المسلحة | No                                           |
| الحق بتغيير الجنس القانوني                                                                    | No                                           |
| علاج التحويل محظور على القاصرين                                                               | No                                           |
| الحصول على أطفال أنابيب للمثليات                                                              | No                                           |
| الأمومة التلقائية للطفل بعد الولادة                                                           | No                                           |
| تأجير الأرحام التجاري للأزواج المثليين من الذكور                                              | (غير قانوني للأزواج المغايرين كذلك)          |
| السماح للرجال الذين مارسوا الجنس الشرجي التبرع بالدم                                          | No                                           |